# بسنت ودياسطي
بسنت ودياسطي هو مسلسل كرتون مصري أنتجته قناة «نايل لايف» بنظام 3D يدور في أحد القرى بالريف. مدة الحلقة 7 إلى 12 دقيقة تقريباً وهو من بطولة (صلاح عبد الله) بدور المعلم دياسطي و (حنان ترك) بدور زوجته بسنت ودياسطي هو رجل قروي يملك محل متواضعاً ويحاول إقناع أهل القرية بأنه أهم بكثير مما هو عليه الآن عبر اهتمامه بالتكنولوجيا والتقدم التقني بجميع وجوهه
يشاركه البطولة كأهل القرية ممثلون مصريون مثل سامح حسين المجند والذي اعتاد على زيارة قهوة دياسطي وكذلك الممثل سيد الرومي والممثلة انعام سالوسة
تم إنتاج ثلاثة أجزاء منه حتى الآن كان آخرها هذا العام 2009 باسم «بسنت ودياسطي في بورتو أبو عجوة»

## ممثلين
| اسم الشخصية                                                   | الممثل            | معلومات عن الشخصية |
| ------------------------------------------------------------- | ----------------- | --- |
| الدياسطي سمير                                                 | صلاح عبدالله      | تواجد في كل المواسم فهو بطل المسلسل وسفير نواية حسنة في الأمم المتحدة و نائب سابق في مجلس الشعب                            |
| بسنت                                                          | حنان ترك          | زوجة الدياسطي سمير |
| رفاعي نادر عوضين                                              | سامح حسين         | عسكري في الجيش المصري وعميل لدي المخابرات المصرية في روسيا                                                                 |
| عم دسوقي                                                      | سيد الرومي        | عمره أكثر من 60 سنة كان عسكري في الجيش المصري                                                                              |
| نحمدو                                                         | سلوي محمد علي     | |
| عوالي                                                         | أنعام سالوسة      | ام الدياسطي سمير ولقبها هو الكبيرة                                                                                         |
| المعلم/غباشي                                                  | يوسف عيد          | معلم لغة عربية وولد في القاهرة وليس في كفر أبو عجوة                                                                        |
| شادي وجيه.                                                    | محمد لطفي         | ابن خال الدياسطي سمير |
| جون                                                           | لا يوجد معلق صوتي | شخص غامض أصبح صديق الدياسطي سمير علي الانترنت                                                                              |
| نشأت أفندي                                                    | غير معروف         | مندوب الأمم المتحدة |
| سليط عبد العال تلقيمة و الاسم الحقيقي هو مدحت عبدالعال تلقيمة | حسن عبد الفتاح    | خال سليط من المليونيرات و يعيش سليط في حقل البرسيم الخاص به ولديه حمار إسمه حامرون واسمه الحقيقي المخفي عن الأنظار هو مدحت |
| فلبندو محمد جواد                                              | غير معروف         | |
| فلبندة جواد                                                   | غير معروف         | |

## بدايات المسلسل

### الفكرة والإنتاج
بدأت قناة «النيل لايف» عرض مسلسل «بسنت ودياسطي» على شاشتها طوال شهر رمضان المبارك، في إطار تعزيز القدرة العربية على إنتاج مسلسلات رسوم متحركة وسط تقدم تقني تشهده استوديوهات الإنتاج العربية. مسلسل «بسنت ودياسطي» حلقات غرافيك كوميدية للكبار يستخدم تقنية (الكرتون ثلاثي الأبعاد)، ويشارك فيها نخبة من النجوم؛ على رأسهم الفنان صلاح عبد الله والفنانة حنان ترك التي تحاول تعويض غيابها عن الشاشة بظهورها المكثف في الأعمال التي تعتمد على الصوت فقط، وتأليف أحمد سيد أمين وإخراج سامح مصطفى. ويبدو المسلسل تجربة كرتونية عربية جديدة، إذ يناقش عبر حلقاته مجتمع اليوم الذي تداخلت فيه التكنولوجيا مع طبيعة الحياة اليومية، وأصبحت جزءاً من السلوك العام، إذ بالرغم من سرعة السير التكنولوجي واللهاث الإنساني وراءها، إلا أن البعض يعطون وسائل الاتصال وثورة المعلومات كل وقتهم من باب الولع لا أكثر، وكانت النتيجة أن عطلت التكنولوجيا سير حياتهم الطبيعي، بيد أنها في نفس الوقت تعبر عن اهتمامهم ورغباتهم المكبوتة.
«بسنت ودياسطي» محاولة للتعبير عن القرية والشخصيات المصرية التقليدية بنظرة عصرية وعلاقتهم الغريبة بالتكنولوجيا شديدة التقدم، مما يفجر الكثير من المواقف الكاريكاتورية والضحك الذي لا ينفصل عن دفء هذه القرية، وقيمها الاجتماعية والأخلاقية التي لا تزال قائمة في القرية المصرية إلى يومنا هذا.